# Johannes Völz
Johannes Völz (* 1977 in Berlin) ist ein deutscher Amerikanist und Professor an der Goethe-Universität Frankfurt am Main.
Zu seinen Forschungsschwerpunkten gehören der Transzendentalismus, amerikanische Literatur und politische Ideengeschichte (insb. Liberalismus), politische Ästhetik, demokratische Kultur und Autoritarismus. Er betreibt interdisziplinäre Literatur- und Kulturwissenschaft an der Schnittstelle zu politischer Theorie und befasst sich unter anderem mit Literatur und Sicherheit. Gegenwärtig forscht er verstärkt zur Ästhetik des Populismus.
Neben seiner Tätigkeit als Professor für Amerikanistik am Institut für England- und Amerikastudien der Goethe-Universität fungiert er am Forschungskolleg Humanwissenschaften Bad Homburg als Mitglied im wissenschaftlichen Direktorium und als Gründer und Ko-Sprecher des Forschungsprogramms „Democratic Vistas: Reflections on the Atlantic World“ (mit Gunther Hellmann). Zudem ist er Ko-Sprecher des „John McCloy Transatlantic Forums“, der zu „Democratic Vistas“ gehörenden Öffentlichkeitsplattform (mit Gunther Hellmann). Außerdem ist er Sprecher des DFG-Graduiertenkollegs 3113 "Ästhetik der Demokratie."
Von März bis Juni 2022 war er Fellow am Institut für die Wissenschaften vom Menschen (IWM) in Wien. Von September 2022 bis August 2023 war er Senior Research Fellow am Käte Hamburger Kolleg / Centre for Global Cooperation Research an der Universität Duisburg-Essen.
Seit 2022 ist er Mitherausgeber der Zeitschriften WestEnd: Neue Zeitschrift für Sozialforschung und REAL: Yearbook of Research in English and American Literature.

## Leben
Nach dem Studium der Amerikanistik, Philosophie und Politischen Wissenschaft an der Ludwig-Maximilians-Universität München, der Freien Universität Berlin und der University of California Berkeley war Johannes Völz von 2003 bis 2008 Wissenschaftlicher Mitarbeiter des John-F.-Kennedy-Instituts.
Anschließend wechselte er an die Goethe-Universität Frankfurt am Main, wo er sich 2015 habilitierte und 2016 zum Heisenberg-Professor für Amerikanistik mit dem Schwerpunkt „Demokratie und Ästhetik“ ernannt wurde (gefördert von der Deutschen Forschungsgemeinschaft). Seit 2021 ist Völz ordentlicher Professor für Amerikanistik.
Stipendien und geförderte Lehraufenthalte haben ihn an die Universitäten Turin, Berkeley, Harvard und Stanford geführt. Von 2000 bis 2008 arbeitete er auch als freier Jazzkritiker, u. a. für den Berliner Tagesspiegel.

## Stipendien, Auszeichnungen, Fellowships (Auswahl)
- 2022–2023: Senior Research Fellow am Käte Hamburger Kolleg / Centre for Global Cooperation, Duisburg
- 2022: Fellow am Institut für die Wissenschaft vom Menschen (IWM), Wien
- 2016–2022: Heisenberg-Professur für Amerikanistik mit dem Schwerpunkt „Demokratie und Ästhetik“, gefördert von der Deutschen Forschungsgemeinschaft (DFG)
- 2016: Nominierung für den Heinz-Maier-Leibnitz-Preis der DFG
- 2012–2014: Feodor-Lynen Postdoc Fellowship der Alexander von Humboldt-Stiftung (24 Monate), Stanford University
- 2012–2014: Postdoc Fellowship des DAAD (24 Monate), Stanford University (abgelehnt)
- 2006–2007: Forschungsstipendium des DAAD (12 Monate), Harvard University

## Veröffentlichungen

### Monografien
- Voelz, Johannes. The Poetics of Insecurity: American Fiction and the Uses of Threat. New York: Cambridge University Press, 2018. Paperback: Cambridge University Press 2022.
- Voelz, Johannes. Transcendental Resistance: The New Americanists and Emerson’s Challenge. Hanover: University Press of New England, 2010.

### Herausgeberschaften (Auswahl)
- Voelz, Johannes und Axel Honneth. W.E.B. Du Bois – der Klassiker zwischen den Disziplinen. Themenschwerpunkt, WestEnd: Neue Zeitschrift für Sozialforschung, Heft 1–2023.
- Voelz, Johannes. Autofiktion und die Poetik der Singularisierung. Themenschwerpunkt, WestEnd: Neue Zeitschrift für Sozialforschung, Heft 1–2022.
- Voelz, Johannes. Security and Liberalism. Themenheft der Zeitschrift Telos, Ausgabe 170, 2015.
- Voelz, Johannes, Winfried Fluck und Rieke Jordan. The Return of the Aesthetic in American Studies.Yearbook of Research in English and American Literature (REAL) 35, 2019. Tübingen: Gunter Narr.

### Aufsätze (Auswahl)
- Voelz, Johannes. “Reading Populism with Bourdieu and Elias.” Reading the Social in American Studies. Hg. Astrid Franke, Stefanie Müller, Katja Sarkowsky. New York: Palgrave, 2021.
- Voelz, Johannes. “The Liberal Imagination Revisited: Saul Bellow, Ralph Ellison, and the Crisis of Democracy.” The Oxford Handbook of Twentieth-Century American Literature. Hg. Leslie Bow und Russ Castronovo. New York: Oxford University Press, 2022. 337–55.
- Voelz, Johannes. “Histories of the Unsayable: Reinhart Koselleck’s Aesthetic Anthropology.” American Literary History 34.2 (2022): 1456–1476.
- Voelz, Johannes. “The Post-Liberal Aesthetic; Or, How Can Literary Criticism Help Unsettle America’s Polarization?” American Literary History 34.1 (Frühjahr 2022): 354–368.
- Voelz, Johannes. “Security Theory.” The City in American Literature and Culture. Hg. Kevin McNamara. New York: Cambridge University Press, 2021. 293–311.
- Voelz, Johannes. “The Recognition of Emerson’s Impersonal: Reading Alternatives in Sharon Cameron.” American Impersonal: Essays with Sharon Cameron. Hg. Branka Arsić. New York: Bloomsbury, 2014. 73–98.
- Voelz, Johannes. “Toward an Aesthetics of Populism, Part I: The Populist Space of Appearance.” Yearbook of Research in English and American Literature (REAL) 34 (2018): 203–228.
- Voelz, Johannes und Tom Freischläger. “Toward an Aesthetics of Populism, Part II: The Aesthetics of Polarization”. Yearbook of Research in English and American Literature (REAL) 35 (2019): 261–286.
- Voelz, Johannes. “Transnationalism and Nineteenth Century Literature.” The Cambridge Companion to Transnational American Literature. Hg. Yogita Goyal. New York: Cambridge University Press, 2016.